# Paul Fässler
Paul Fässler, né le 13 juin 1901 à Bronschhofen en Suisse et mort le 26 mars 1983 à Berne, est un joueur de football international suisse, qui évoluait au poste de défenseur.

## Biographie

### Carrière en club
Avec le Young Boys de Berne, il remporte un titre de champion de Suisse et une Coupe de Suisse.

### Carrière en sélection
Avec l'équipe de Suisse, il joue 33 matchs (pour aucun but inscrit) entre 1922 et 1930. 
Il joue son premier match en équipe nationale le 19 novembre 1922 contre les Pays-Bas et son dernier le 9 février 1930 contre l'équipe d'Italie.
Il figure dans le groupe des sélectionnés lors des Jeux olympiques de 1924 puis de 1928. Lors du tournoi olympique de 1924 organisé à Paris, il dispute quatre matchs et remporte la médaille d'argent. En revanche il ne dispute qu'un seul match lors du tournoi olympique de 1928 organisé à Amsterdam.

## Palmarès
Young Boys
- Championnat de Suisse (1) :
  - Champion : 1928-29.
  - Vice-champion : 1920-21.

- Coupe de Suisse (1) :
  - Vainqueur : 1929-30.
  - Finaliste : 1928-29.

 Suisse
- Jeux olympiques d'été :
  -  Argent : 1924.